# Wasdale
Koordinaten: 54° 26′ 34,2″ N, 3° 17′ 31,3″ W

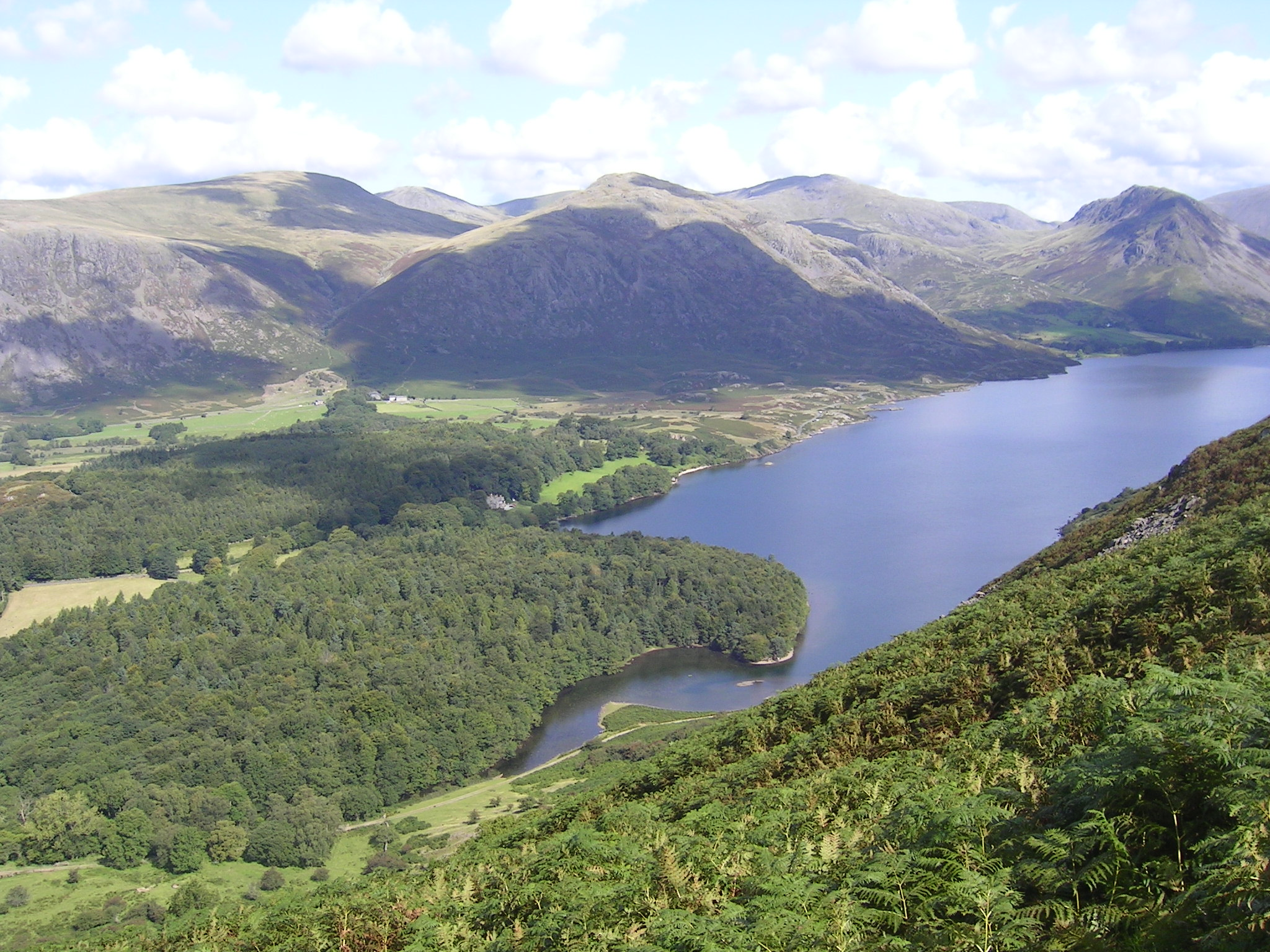
Blick über das Wasdale Tal
und Wast Water

Wasdale ist ein Tal und eine Civil Parish im Lake District, Cumbria, England. Das Wasdale Tal wird zum größten Teil vom Wast Water See ausgefüllt. Die kleinen Gebirgsseen (Tarn) Greendale Tarn, Low Tarn und Scoat Tarn liegen in den Hängen an der Nordseite des Tals.
Der Fluss Irt und Zuflüsse des Wast Water, wie der Lingmell Beck und der Mosedale Beck, fließen durch das Tal.
Das Tal wird im Norden vom Seatallan, dem Haycock, Scoat Fell, Red Pike, Yewbarrow, Pillar sowie Kirk Fell und Great Gable begrenzt.
Im Süden grenzen der Great End, Ill Crag, Scafell Pike, Illgill Head und Whin Rigg das Wasdale vom Eskdale Tal ab.
Der Sty Head Pass verbindet Wasdale mit Borrowdale sowie Eskdale und Great Langdale.
Die Weiler Wasdale Head und Nether Wasdale liegen im Wasdale.